# Елизаветино (Аткарский район)
Елизаветино — село в Аткарском районе Саратовской области России. Входит в состав Кочетовского муниципального образования.

## История
В «Списке населённых мест Саратовской губернии по данным 1859 года» населённый пункт упомянут как владельческая деревня Елизаветино Аткарского уезда (1-го стана) при реке Иткарке, расположенная в 30 верстах от уездного города Аткарска. В деревне имелось 62 двора и проживало 406 жителей (194 мужчины и 212 женщин).
Согласно «Списку населённых мест Аткарского уезда» издания 1914 года (по сведениям за 1911 год) в деревне Елизаветино, относившейся к Аткарской волости, имелось 48 хозяйств и проживало 312 человек (148 мужчин и 164 женщины). Функционировала земская школа.
До 2014 года село являлось административным центром Елизаветинского муниципального образования.

## География
Село находится на юго-западе центральной части района, в пределах Приволжской возвышенности, вблизи истока реки Иткарка, на расстоянии примерно 9 километров (по прямой) к западу-юго-западу (WSW) от города Аткарск. Абсолютная высота — 194 метра над уровнем моря.
Часовой пояс
Село Елизаветино, как и вся Саратовская область, находится в часовой зоне МСК+1. Смещение применяемого времени относительно UTC составляет +4:00.

## Население
| 2002 | 2010  |
| ---- | ----- |
| 1299 | ↘1209 |

Гендерный состав
По данным Всероссийской переписи населения 2010 года в гендерной структуре населения мужчины составляли 45,5 %, женщины — соответственно 54,5 %.
Национальный состав
Согласно результатам переписи 2002 года, в национальной структуре населения русские составляли 74 % из 1299 чел.

## Инфраструктура
В селе функционируют средняя общеобразовательная школа, детский сад, сельская врачебная амбулатория, дом культуры, библиотека и отделение Почты России.

## Улицы
Уличная сеть села состоит из 11 улиц и 1 переулка.